# Hiroshi Yoneyama
Pour les articles homonymes, voir Yoneyama.
Hiroshi Yoneyama (米山 弘, Yoneyama Hiroshi) né en 1908 dans la Préfecture d'Ibaraki et mort le 24 janvier 1987 ou 1988 est un nageur japonais ayant remporté une médaille d'argent aux Jeux olympiques de 1928.

## Biographie
Hiroshi Yoneyama fait ses études à l'université Waseda.
Il est sélectionné dans l'équipe nationale pour les Jeux olympiques de 1928 à Amsterdam sur le 400 mètres nage libre en individuel et pour le relais 4 × 200 mètres nage libre. Il remporte avec le relais japonais la médaille d'argent sur le 4 × 200 mètres en 9 min 41 s 40, après une qualification en séries en arrivant deuxième en 9 min 42 s 60 derrière l'équipe américaine. Il est engagé aussi sur le 400 mètres nage libre. Il réalise 5 min 17 s 80 en séries sur le 400 et se qualifie grâce à sa deuxième place pour les demi-finales. Là, il termine 5e et son temps n'est pas enregistré.